# 分享财富
分享财富（英語：Share Our Wealth）计划是美国大萧条期间的一场运动，始于1934年2月，由当时担任路易斯安那州州长（后成为联邦参议员）的休伊·皮尔斯·朗发起。

## 主要内容
分享财富计划的关键内容包括：
1. 任何人的個人淨資產均不得超過家庭平均財富的300倍。淨資產超過100萬美元的所有人都將被徵收分級資本稅。
2. 年收入將限制為100萬美元，而遺產的上限為510萬美元。
3. 每個家庭將獲得不少於該國平均家庭財富的三分之一的宅基地補貼。保證每個家庭的年家庭收入至少為2,000美元至2500美元，或不少於美國平均家庭年收入的三分之一。但是，年收入不能超過家庭平均收入的300倍。
4. 將向所有60 歲以上的人提供養老金。
5. 為了平衡農業生產，政府將保留/儲存剩餘商品，廢除了由於缺乏購買力而銷毀剩餘糧食和其他必需品的做法。
6. 將向退伍軍人支付他們應得的（養老金和醫療福利）。
7. 為所有學生提供免費的教育和培訓，使其在所有學校，學院，大學和其他機構中享有平等的機會，可以接受有關職業和職業的培訓。
8. 為支持該計劃而增加的稅收和稅收，將來自減少高層管理人員的財富增長，以及為公共工程提供支持，以在私營企業可能出現任何鬆弛的情況下提供就業。